# 나와프 슈크랄라
나와프 압둘라 가이야트 슈크랄라(Nawaf Abdullah Ghayyath Shukralla, 1976년 10월 13일 ~ )는 바레인의 축구 심판 겸 국제 축구 연맹의 국제 명예 심판이다.

## 경력
2008년 국제 축구 연맹으로부터 국제 심판 자격을 취득했다. 2011년, 국제 축구 연맹은 2011년 FIFA U-17 월드컵 대회 심판을 맡겼다. 그는 또한 AFC 챔피언스리그와 FIFA 클럽 월드컵 2012, 2014년 FIFA 월드컵 아시아 지역 예선의 심판을 맡았다.
그리고 2013년 3월, 국제 축구 연맹이 발표한 2014년 FIFA 월드컵의 52명 심판진에 포함되었다.